# Вадленкур
Вадленку́р (фр. Wadelincourt) — коммуна во Франции, находится в регионе Шампань — Арденны. Департамент коммуны — Арденны. Входит в состав кантона Западный Седан. Округ коммуны — Седан.
Код INSEE коммуны — 08494.
Коммуна расположена приблизительно в 210 км к северо-востоку от Парижа, в 95 км северо-восточнее Шалон-ан-Шампани, в 19 км к юго-востоку от Шарлевиль-Мезьера.

## Население
Население коммуны на 2008 год составляло 536 человек.
| 1962 | 1968 | 1975 | 1982 | 1990 | 1999 | 2008 |
| ---- | ---- | ---- | ---- | ---- | ---- | ---- |
| 435  | 479  | 519  | 477  | 529  | 528  | 536  |

## Экономика
В 2007 году среди 368 человек в трудоспособном возрасте (15—64 лет) 265 были экономически активными, 103 — неактивными (показатель активности — 72,0 %, в 1999 году было 73,9 %). Из 265 активных работали 230 человек (137 мужчин и 93 женщины), безработных было 35 (9 мужчин и 26 женщин). Среди 103 неактивных 45 человек были учениками или студентами, 24 — пенсионерами, 34 были неактивными по другим причинам.

## Фотогалерея

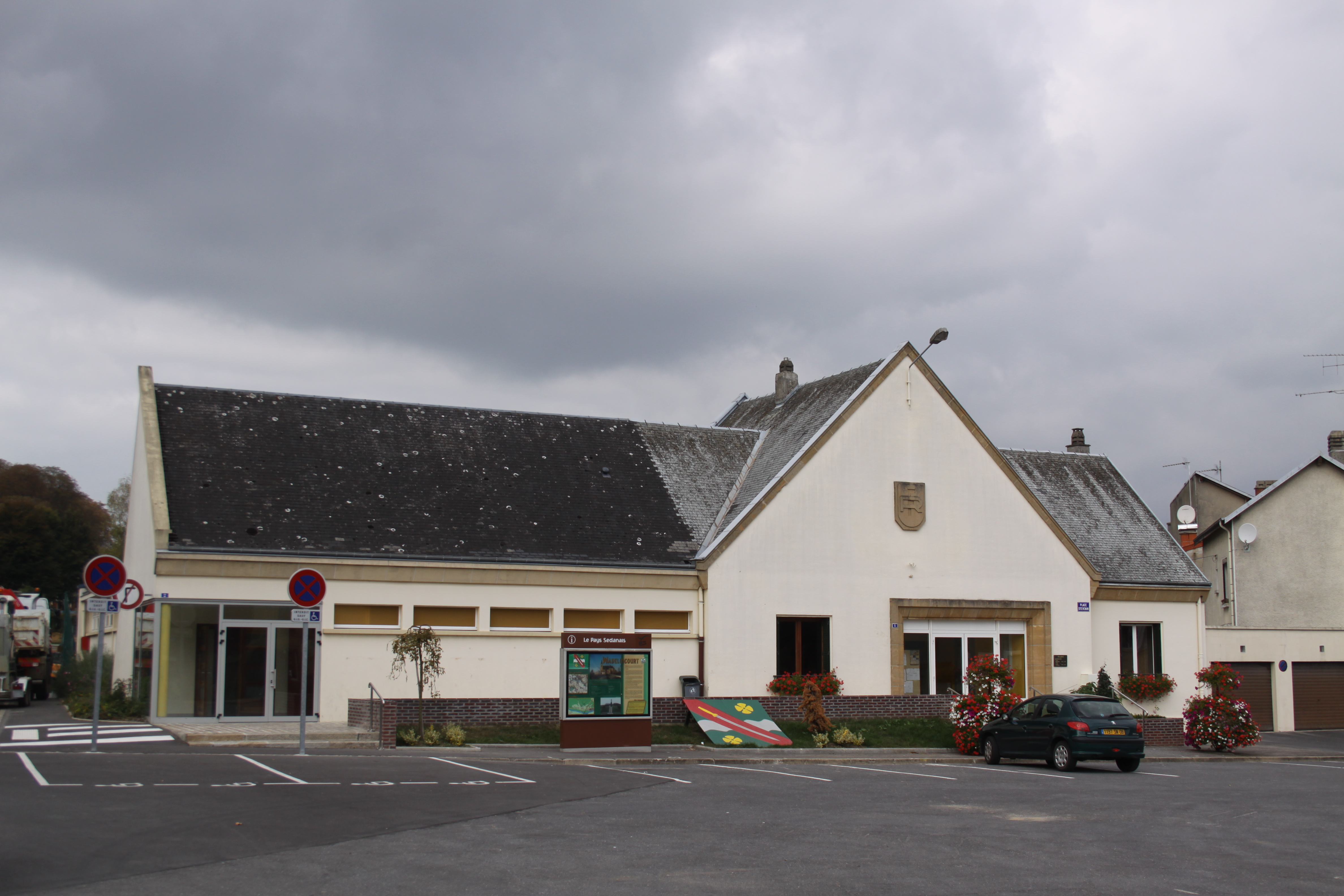
Мэрия
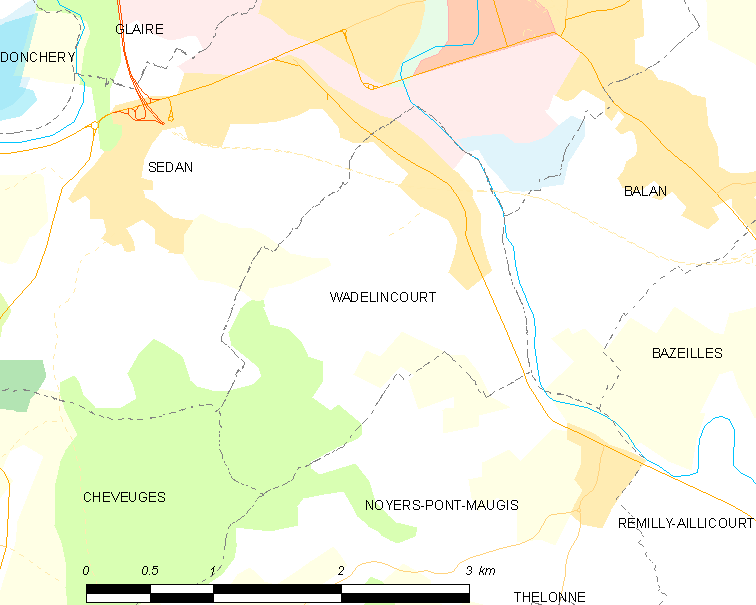
Карта коммуны